# Диесперов, Вадим Николаевич
Вадим Николаевич Диесперов (8 мая 1942, Алма-Ата — 28 октября 2017, Москва) — российский учёный-математик и педагог высшей и средней школы, д.ф.-м.н., научный сотрудник ВЦ РАН, заслуженный профессор МФТИ.

## Биография
Родился 8 мая 1942 года в семье военного юриста, участника Великой Отечественной войны. После войны вместе с отцом переезжал по местам его службы — Берлин (1945—1949), Хабаровск (1949—1954), с 1954 года жил в Москве. Окончил 725-ю школу.
В 1965 году окончил МФТИ. В аспирантуре учился у О. С. Рыжова. По окончании аспирантуры и защиты кандидатской диссертации (1968) был распределён на работу в ВЦ РАН (в 1969 г.)
Доктор физико-математических наук (1991).
В МФТИ преподавал с 1971 года, начиная с должности ассистента до профессора. Заслуженный профессор МФТИ.
Похоронен на Перепечинском кладбище (105 уч.).

## Научные интересы
Исследования по трансзвуковым режимам течения газа, динамике разреженного газа и молекулярной газовой динамике.

### Избранные статьи
- Диесперов В. Н., Рыжов О. С. Затухание возмущений, которые вносятся телом вращения в сверхзвуковой поток вязкого теплопроводящего газа. // Докл. АН СССР, 175:1 (1967), 51-54.
- Диесперов В. Н. Второе приближение и теория асимптотического затухания возмущений в сверхзвуковом потоке вязкого теплопроводящего газа. // Докл. АН СССР, 181:4 (1968), 815—818
- Диесперов В. Н., Рыжов О. С.  Об обтекании конечных тел равномерным потоком в околозвуковом диапазоне скоростей. // ЖВМ и МФ, 11:1 (1971), 208—221
- Диесперов В. Н. О функции Грина линеаризованного вязкого трансзвукового уравнения. // ЖВМ и МФ, 12:5 (1972), 1265—1279
- Диесперов В. Н., Ломакин Л. А. Об одной краевой задаче для линеаризованного осесимметрического ВТ-уравнения. // ЖВМ и МФ, 14:5 (1974), 1244—1260
- Диесперов В. Н., Королёв Г. Л. Анализ возникновения, развития сверхзвуковых зон и зон локального отрыва при трансзвуковом нестационарном обтекании неровности поверхности в режиме свободного взаимодействия. // ЖВМ и МФ, 45:3 (2005), 536—544
- Богданов А. Н., Диесперов В. Н., Жук В. И., Чернышёв А. В.  Феномен свободного взаимодействия в трансзвуковых течениях и устойчивость пограничного слоя. // ЖВМ и МФ, 50:12 (2010), 2208—2222
- Богданов А. Н., Диесперов В. Н., Жук В. И.  Неклассические трансзвуковые пограничные слои. К преодолению некоторых тупиковых ситуаций в аэродинамике больших скоростей. // ЖВМ и МФ, 58:2 (2018), 270—280

### Диссертации
- Диесперов В. Н. Вопросы асимптотической теории обтекания тел при трансзвуковых и сверхзвуковых скоростях движения газа : диссертация … кандидата физико-математических наук : 01.00.00. — Москва, 1968. — 112 с.
- Диесперов В. Н. Некоторые задачи асимптотической теории трансзвуковых и вязких течений : диссертация … доктора физико-математических наук : 01.02.05 / АН СССР. ВЦ. — Москва, 1991. — 255 с. : ил.

### Учебные пособия
- Диесперов В. Н. Лекции по дифференциальным уравнениям [текст]: учеб. пос. — М., МФТИ, 2017. 242 с. ISBN 978-5-7417-0630-5.
- Диесперов В. Н. Лекции по дифференциальным уравнениям Электронный выпуск: учеб. пос. (в электронной библиотеке МФТИ, полный текст доступен после регистрации).

## Награды
- медаль «В память 850-летия Москвы» (1997).